# Jüdischer Friedhof (Untermerzbach)

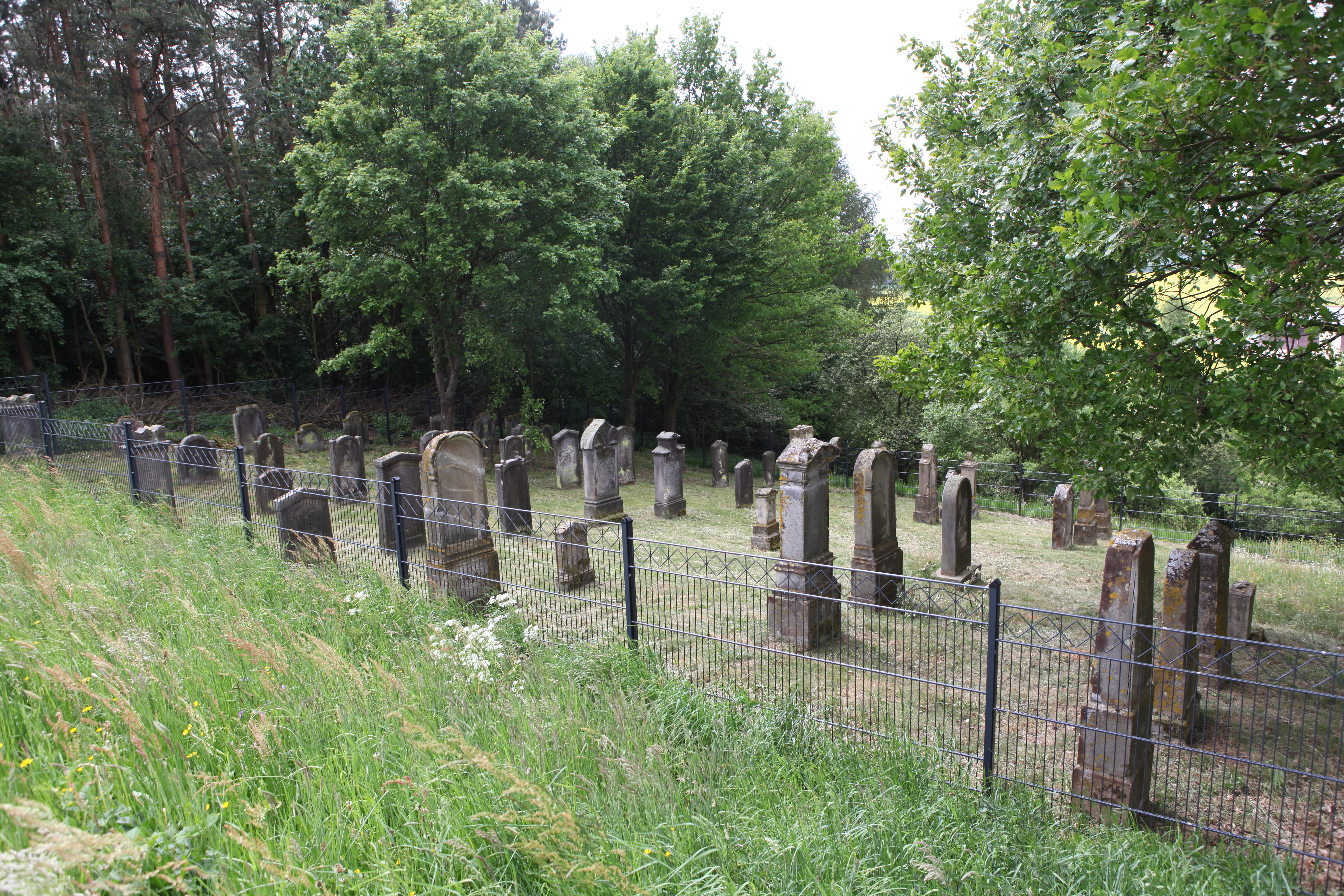
Jüdischer Friedhof in Untermerzbach

Der jüdische Friedhof des unterfränkischen Ortes Untermerzbach, Sitz der gleichnamigen Gemeinde im Landkreis Haßberge, liegt einen halben Kilometer westlich des Ortes. Ein weiterer jüdischer Friedhof der Gemeinde ist der jüdische Friedhof von Memmelsdorf.
Auf einer Fläche von 15 Ar befinden sich 52 Grabsteine (Mazewot), die sich auf dem südlichen Teil des Friedhofs verteilen. Diese im Vergleich zur jüdischen Bevölkerungszahl in Untermerzbach geringe Anzahl lässt vermuten, dass einige Grabsteine von ihrem Eigengewicht in den Erdboden gedrückt oder im Lauf der Zeit gestohlen, zerstört bzw. von Pflanzen überwuchert wurden.

## Geschichte
Bis 1840 wurden die verstorbenen Juden von Untermerzbach auf dem jüdischen Friedhof in Ebern bestattet.
Im Jahre 1841 entstand der Untermerzbacher Friedhof. Die erste Bestattung war die der 34-jährigen Caroline Bettmann, die am 1. November 1841 im Kindbett verstorben war. Als letzte Verstorbene wurde am 9. Januar 1940 Mali Blumenthal hier bestattet.
Der jüdische Friedhof von Untermerzbach ist Teil eines vom Land Bayern geförderten Projekts zur Dokumentation jüdischer Friedhöfe in Bayern, um diese großenteils in der Zeit des Nationalsozialismus zerstörten Denkmäler und Stätten deutsch-jüdischer Geschichte zu erhalten.